# Quando Você Casa?
Quando Você Casa? (em francês:  Quand te maries-tu?, em taitiano: Nafea faa ipoipo?) é uma pintura a óleo de 1892 feita pelo artista pós-impressionista francês Paul Gauguin. A obra foi emprestada ao Kunstmuseum em Basileia, na Suíça, por quase meio século, mas foi vendida em fevereiro de 2015 pela família de Rudolf Staechelin ao xeique Al-Mayassa bint Hamad bin Khalifa Al-Thani por cerca de 210 milhões de dólares (155 milhões de libras esterlinas), um dos maiores valores já pagos por uma obra de arte. A pintura foi exibida na Fundação Beyeler, em Riehen, até 28 de junho de 2015.

## História
Gauguin viajou para o Taiti pela primeira vez em 1891. Sua esperança era encontrar "um paraíso edênico onde ele pudesse criar arte pura e primitiva", em vez de as obras falsas primitivistas feitas por pintores na França. Na chegada, ele descobriu que o Taiti não era o que imaginava: tinha sido colonizado no século XVIII e, pelo menos, dois terços dos indígenas da ilha foram mortos por doenças trazidas pelos europeus. A cultura "primitiva" havia sido eliminada. Apesar disso, ele pintou muitas fotos de mulheres nativas: nuas, vestidas com roupas tradicionais e com vestidos de estilo ocidental, como está a figura traseira em Quando Você Casa?.

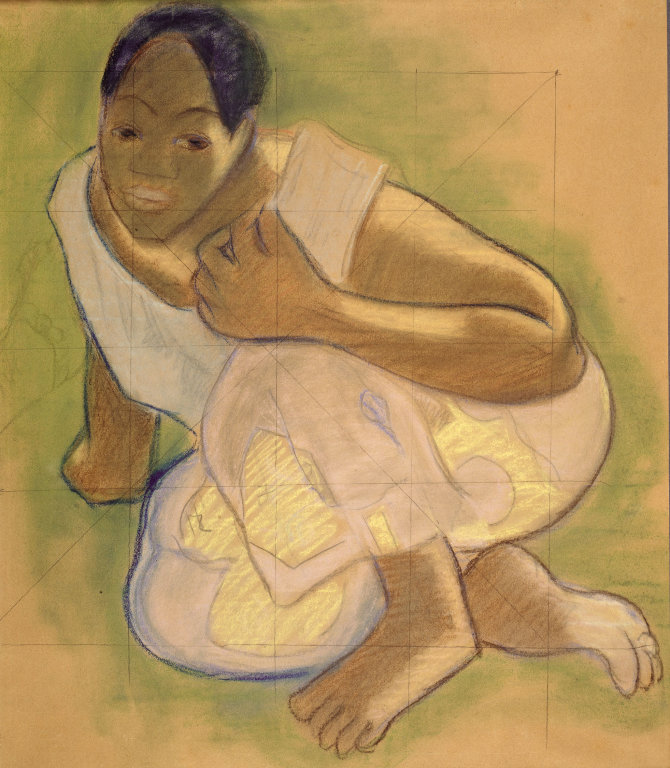
Estudo de trabalho em escala completa, carvão e pastel, Art Institute of Chicago.

O chão do meio e da frente estão construídos em áreas de verde, amarelo e azul. Uma mulher jovem, tradicionalmente vestida, se instalou no limiar entre os dois terrenos. Richard Field sugere que a flor de tiaré branca atrás da orelha esquerda indica que ela está procurando um marido. Atrás dela, uma segunda figura em um vestido de estilo ocidental de pescoço alto senta-se ereta. Field pensou que seu gesto deriva da arte budista. Naomi E. Maurer posteriormente identificou-a como um mudra que denota ameaça ou aviso. A mulher da frente se estica, seus traços faciais são estilizados e simplificados. Field considerou que sua pose tinha um precedente japonês, Charles F. Stuckey sugere a Mulheres de Argel de Delacroix. A figura feminina traseira está nivelada com a área amarelo-azul. Seu rosto é pintado com características individuais e representa o centro da imagem. A cor rosa de seu vestido é claramente distinta das outras cores. No canto inferior direito está a inscrição "Nafea faa ipoipo" (Quando você se casa?). Gauguin geralmente inscrevia suas pinturas em taitiano nesta época: ele ficou fascinado com a linguagem local, embora nunca mais avançasse além do nível rudimentar.

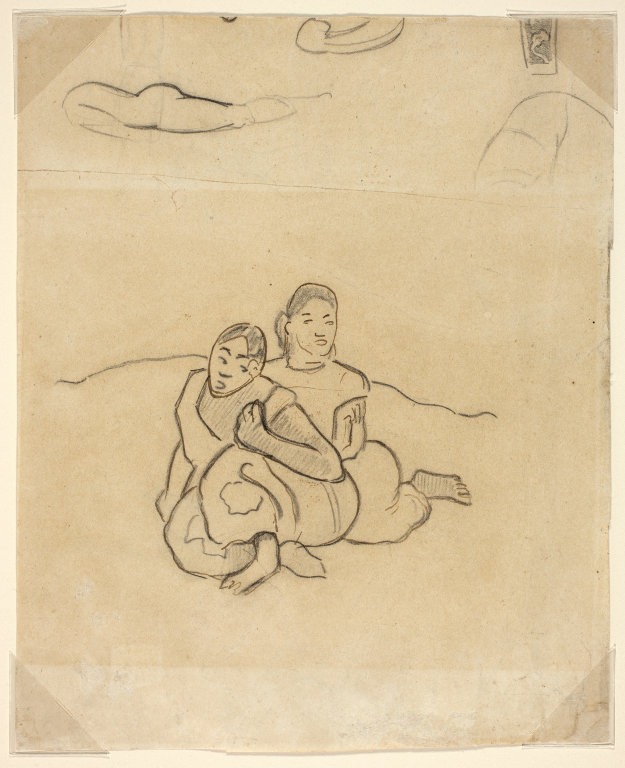
Esboço de lápis, 1892, Art Institute of Chicago
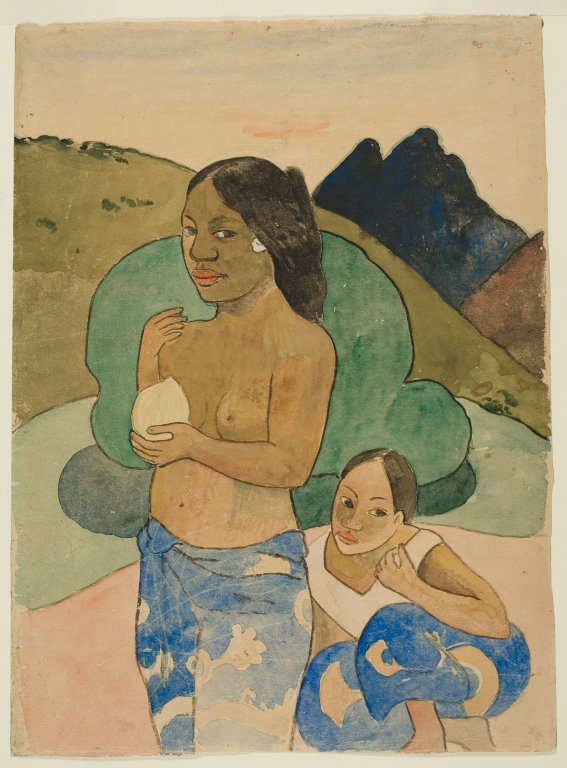
Duas Mulheres Taitianas em uma Paisagem, circa 1892, Art Institute of Chicago
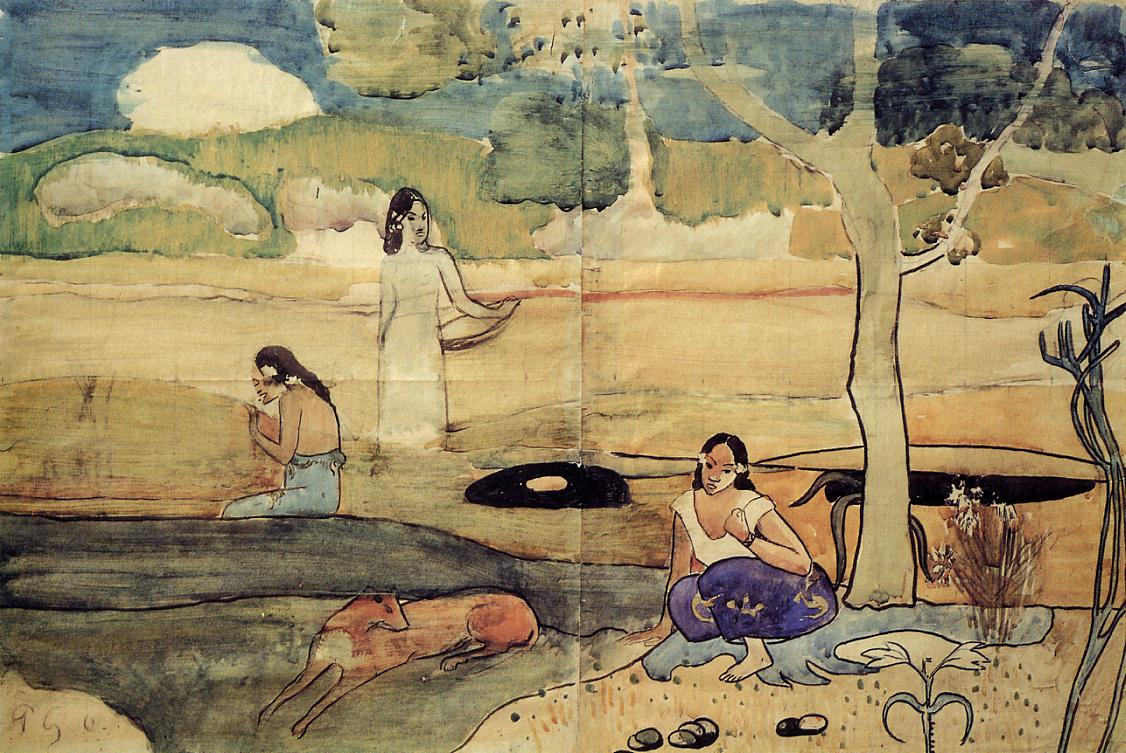
Cena Taitiana, circa 1892, Thielska Galleriet
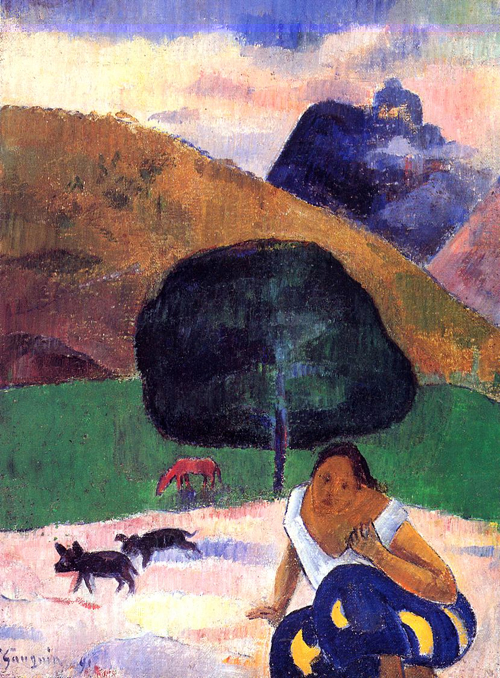
Porcos Pretos com Taitiano Agachado (W 445), 1891, coleção privada
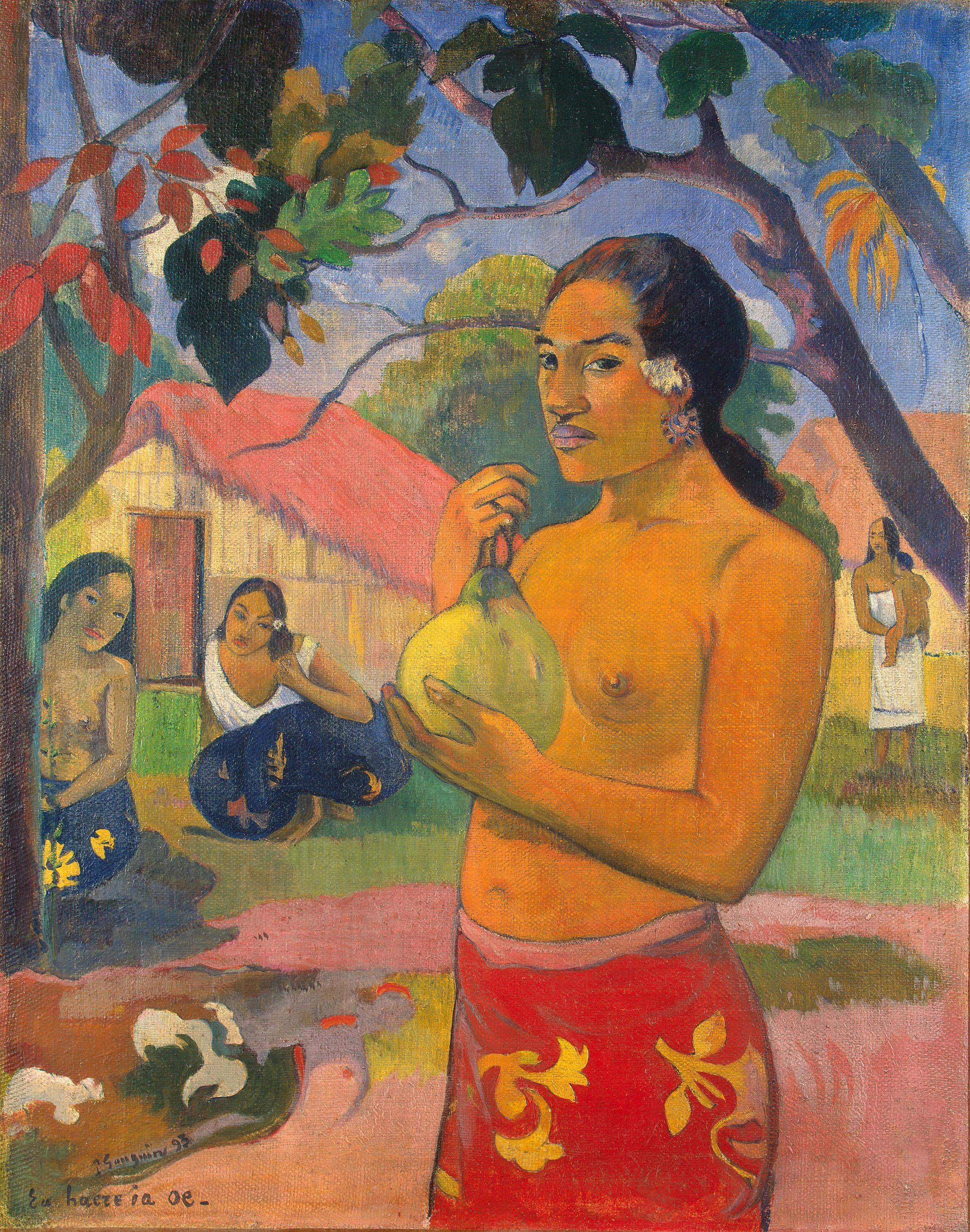
Onde Você Vai?, 1893, Hermitage

A historiadora de arte Nancy Mowll Mathews escreveu que Gauguin "retratava os nativos [taitianos] como seres que viviam apenas para cantar e fazer amor. Foi assim que obteve o dinheiro de seus amigos e aumentou o interesse do público em sua aventura. Mas, é claro, ele sabia a verdade, que o Taiti era uma ilha qualquer, com uma comunidade internacional e ocidentalizada". Essas pinturas de taitianos, incluindo Quando Você Casa?, foram vistas com relativa indiferença quando Gauguin voltou para a França, sua exposição de 1893 com Paul Durand-Ruel teve apenas um sucesso limitado, gerando algumas avaliações favoráveis, mas poucas vendas. Gauguin colocou esta pintura em consignação na exposição por um preço de 1.500 francos, o preço mais alto que ele atribuiu e que foi compartilhado apenas por uma outra pintura. No entanto, a obra não teve compradores. Staechelin finalmente comprou a pintura na galeria Maison Moos, em Genebra, em 1917.
Um esboço de lápis da figura central da pintura foi descoberto e autenticado em um episódio de 2017 do programa Fake or Fortune? da BBC One.